# Maia (Ribeira Grande)
Maia é uma freguesia portuguesa do município da Ribeira Grande, na ilha de São Miguel, Região Autónoma dos Açores, com 21,97 km² de área e 1792 habitantes (censo de 2021). A sua densidade populacional é 81,6 hab./km².
A localidade localiza-se na costa norte da ilha de São Miguel, entre as freguesias de São Brás, a ocidente, da Lomba da Maia, a nascente, e os concelhos de Vila Franca do Campo e Povoação, a sul.
Com lugares desta freguesia foi criada pelo Decreto 07/11/1907 a freguesia de Lomba da Maia.

## Geografia
Maia é uma das freguesias que constituem o concelho da Ribeira Grande tendo como origem da sua toponímia o nome da sua fundadora, uma matrona de nome Inês da Maia, ao que tudo indica oriunda da povoação homónima do norte de Portugal.
O território da freguesia inclui a fajã vulcânica, formada há cerca de 10 000 anos, onde se localiza o lugar da Maia, sede da freguesia.
A freguesia é composta pelos seguintes lugares:
- Maia;
- Lombinha da Maia;
- Calços da Maia;
- Gorreana.

Tem como orago o Divino Espírito Santo, cuja festa se realiza no domingo de Pentecostes (7.º domingo após a Páscoa) tendo como ponto alto na segunda feira desta festa a bênção dos animais e de seguida o almoço convívio com todos os habitantes ou visitantes da tradicional carne guisada com batata.

## Demografia
A população registada nos censos foi:
| Distribuição da População por Grupos Etários | Distribuição da População por Grupos Etários | Distribuição da População por Grupos Etários | Distribuição da População por Grupos Etários | Distribuição da População por Grupos Etários |
| -------------------------------------------- | -------------------------------------------- | -------------------------------------------- | -------------------------------------------- | -------------------------------------------- |
| Ano                                          | 0-14 Anos                                    | 15-24 Anos                                   | 25-64 Anos                                   | > 65 Anos                                    |
| 2001                                         | 497                                          | 330                                          | 821                                          | 253                                          |
| 2011                                         | 362                                          | 342                                          | 961                                          | 235                                          |
| 2021                                         | 307                                          | 210                                          | 1007                                         | 268                                          |

## Principais festividades
- Procissão dos Passos (4.º Domingo da Quaresma)
- Divino Espírito Santo (7.ªDomingo após a Páscoa)
- Santíssimo Sacramento (penúltimo Domingo de Julho)
- Nossa Senhora do Rosário (1.º Domingo de Outubro)

## Património natural e construído
- Igreja Paroquial do Espírito Santo da Maia, construída no século XV e remodelada em 1812;
- Fábrica de Chá Gorreana;
- Museu do Tabaco;
- Miradouro do Frade;
- Miradouro das Eirinhas
- Miradouro da Fonte do Buraco
- Porto de Pescas,
- Piscinas Naturais da Maia;
- Fonte Velha;
- Calhau da Areia;
- Solar de Lálem;
- Tecelagem O Linho;
- Mata Dr. Fraga.

## Instituições com sede na freguesia
- Banda Lira do Divino Espírito Santo da Maia, fundada em 1936
- Casa do Povo da Maia
- Escola Básica Integrada da Maia, sede da administração educativa das freguesias entre o Porto Formoso e a Lomba de São Pedro
- Grupo Coral Juvenil da Maia
- Grupo de Escuteiros da Maia
- Grupo de Jovens da Maia
- Maia Clube dos Açores
- Paróquia do Espírito Santo da Maia
- Santa Casa da Misericórdia do Espírito Santo da Maia